# Claudio Fino
Claudio Fino (Chiomonte, 14 settembre 1914 – San Salvatore Monferrato, ...) è stato un regista e sceneggiatore italiano.

## Biografia

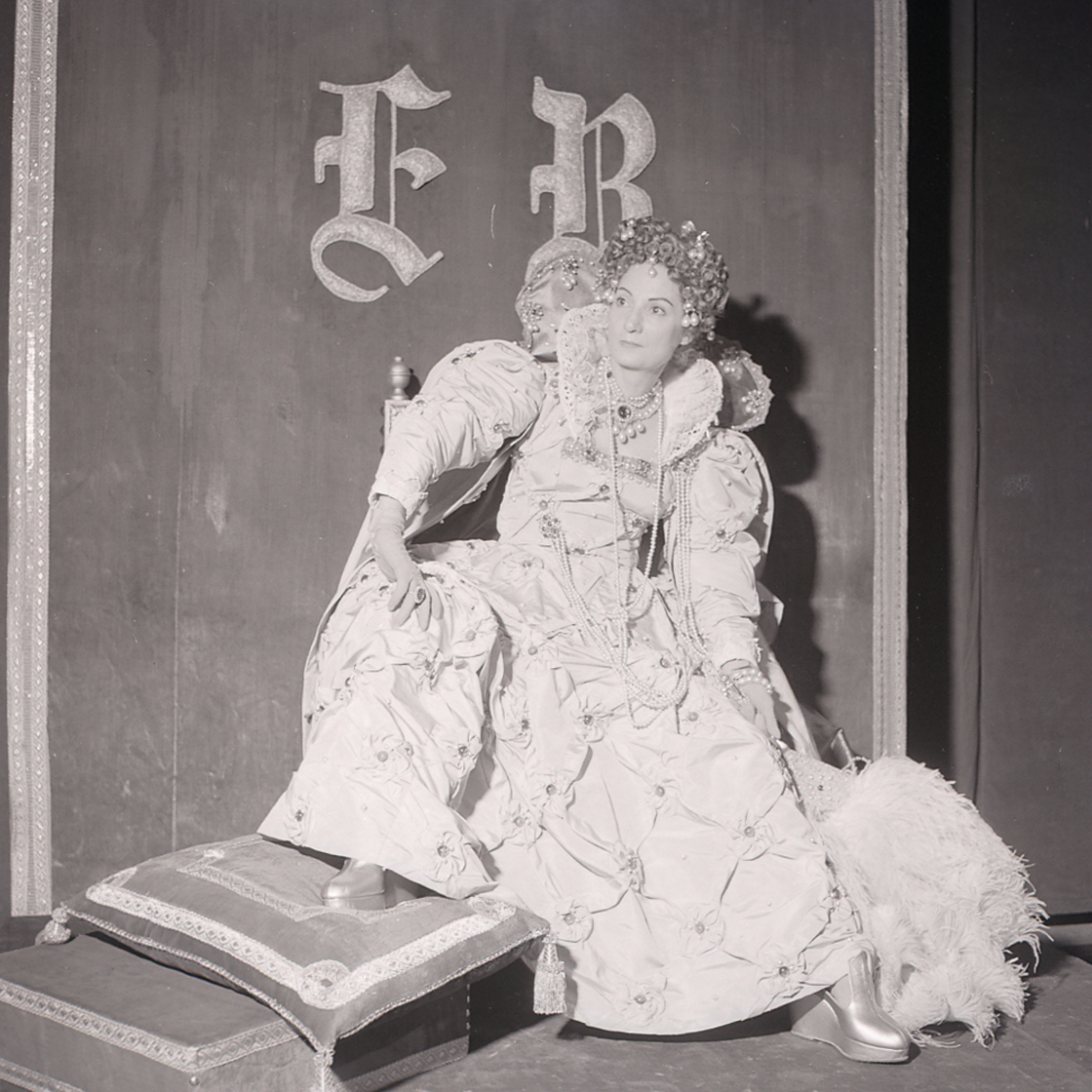
Sarah Ferrati nella Maria Stuarda diretta da Claudio Fino, 1958. Foto di Paolo Monti.

Ha frequentato l'Accademia nazionale d'arte drammatica, dove si è diplomato nel 1942.
Particolarmente attivo fra la metà degli anni cinquanta e i primi anni settanta, Claudio Fino ha debuttato nella regia televisiva nel 1955 con il film per la televisione Amleto, adattamento dell'opera di William Shakespeare, con Vittorio Gassman.
In seguito ha curato la regia di numerose altre produzioni televisive come, Questi ragazzi (1956), Mont Oriol (1958), Monetine da cinque lire (1959), Rancore (1962), I polli di Enrico IV (1964), La nemica (1966), Dove è finito Hermann Schneider? (1969), Uno dei due e Uno dei due 2.
In occasione di Monetine da cinque lire, Fino fu anche autore della sceneggiatura. Tra le sue regie televisive, spicca nel 1959 una straordinaria edizione della commedia Tre sorelle di Anton Cechov, con un cast ricco di grandi attori del teatro italiano, da Salvo Randone a Enrico Maria Salerno e Gianni Santuccio, da Lilla Brignone a Elena Zareschi.
Nel 1962 cura la regia teatrale della stagione estiva al Teatro Odeon di Milano, con due gialli (mancano i titoli esatti) che vedono in scena Elio Jotta, Gigi Pistilli, Renzo Montagnani, Gianni Mantesi, Alba Petrone, e altri attori di prosa; per impegni televisivi in Rai, affida la prosecuzione della stagione estiva al giovane regista Franz Dama che ne cura altri due.

## Filmografia

### Regista
- Non ti conosco più di Aldo De Benedetti, gennaio 1954.
- Lettere d'amore di Gherardo Gherardi, febbraio 1954.
- Il delitto di Lord Arturo Savile di Oscar Wilde, 5 marzo 1954.
- I più begli occhi del mondo di Jean Sarment, 19 marzo 1954.
- Ci sono già stato di John Boynton Priestley, 2 aprile 1954.
- L'ombra di Dario Niccodemi, 30 aprile 1954.
- La maschera e il volto di Luigi Chiarelli, 28 maggio 1954.
- Mani in alto di Guglielmo Giannini, 23 luglio 1954.
- Partire di Gherardo Gherardi, 10 settembre 1954.
- Tristi amori di Giuseppe Giacosa, 1 ottobre 1954.
- La smorfia di Riccardo Bacchelli, 20 ottobre 1954.
- Il processo di Mary Dugan di Baillard e Veiller, 26 novembre 1954.
- Un fatto di cronaca, originale televisivo di Renato Venturini, 28 dicembre 1954.
- Eravamo giovani, originale televisivo di Ugo Buzzolan, 11 gennaio 1955.
- Anima allegra, dei fratelli Quintero, 11 febbraio 1955.
- La vedova di Renato Simoni, 1⁰ aprile 1955.
- Primo giorno di primavera di Dodie Smith, 6 maggio 1955.
- Tra vestiti che ballano di Rosso di San Secondo, 27 maggio 1955.
- La damigella di Bard di Salvator Gotta, 24 giugno 1955.
- La gelosa di Alexandre Bisson, 2 settembre 1955.
- Gli alberi muoiono in piedi di Alessandro Casona, 30 settembre 1955.
- Amleto di William Shakespeare, regia teatrale di Vittorio Gassman, 1⁰ novembre 1955.
- La porta chiusa di Marco Praga, 18 novembre 1955.
- I frutti dell'istruzione di Lev Tolstoj, 9 dicembre 1955.
- La vita che ti diedi di Luigi Pirandello, 17 febbraio 1956.
- La domenica ci si riposa di Valentino Bompiani, 6 marzo 1956.
- Il giardino dei ciliegi di Anton Čechov, 6 aprile 1956.
- L'inseguimento, originale televisivo di Riccardo Bacchelli, 1⁰ giugno 1956.
- Questi ragazzi di Gherardo Gherardi, 29 giugno 1956.
- La serenata al vento di Carlo Veneziani, 13 luglio 1956.
- Enrico IV di Luigi Pirandello, 10 agosto 1956.
- La zia di Carlo di Brandon Thomas, 28 settembre 1956.
- Due mondi di Rose Franken, 26 ottobre 1956.
- Ventiquattr'ore felici di Cesare Meano, 23 novembre 1956.
- Medea di Euripide, regia teatrale di Sarah Ferrati, 11 gennaio 1957.
- Il cuore in due di Cesare Giulio Viola, 1⁰ marzo 1957.
- Otello di William Shakespeare, regia teatrale di Vittorio Gassman, 15 marzo 1957.
- Il ventaglio di Lady Windermere di Oscar Wilde, 12 aprile 1957
- Il trovatore, musica di Giuseppe Verdi, direttore Fernando Previtali, 29 maggio 1957.
- La vita degli altri di Guglielmo Zorzi, 2 agosto 1957.
- Il litigio di Charles Vildrac, 5 settembre 1957.
- La signora X di André Bisson, 11 ottobre 1957.
- I borghesi di Pontarcy di Victorien Sardou, 27 dicembre 1957.
- Luce a gas di Patrick Hamilton, 24 gennaio 1958.
- La visita di Charles Vildrac, 31 gennaio 1958.
- Mont-Oriol, da Guy de Maupassant, 4 episodi, dall'8 al 29 marzo 1958.
- I cari inganni di John Boynton Priestley, 30 maggio 1958.
- Tutto per bene di Luigi Pirandello, 25 luglio 1958.
- Mirra Efros, di Giacomo Gordin, 19 settembre 1958
- Le sorelle omicidi di George Batson e Richard Mc Cracken, 7 ottobre 1958.
- Maria Stuarda di Friedrich Schiller, 7 novembre 1958.
- Stelle alpine di Eligio Possenti, 12 dicembre 1958.
- Un grande amore di Ferenc Molnár, 9 gennaio 1959.
- Monetine da cinque lire, originale televisivo di Paolo Emilio D'Emilio, 30 gennaio 1959.
- Tre sorelle di Anton Čechov, 6 marzo 1959.
- Il poverello di Jacques Copeau, 28 marzo 1959.
- Il divorzio di Marco Praga, 15 maggio 1959.
- La signora Beliard di Charles Vildrac, 17 luglio 1959.
- I disonesti di Gerolamo Rovetta, 25 settembre 1959.
- Saul di Vittorio Alfieri, 6 novembre 1959.
- Veder grande di Guglielmo Giannini, 11 dicembre 1959.
- M.T. (Milizia territoriale) di Aldo De Benedetti, 15 gennaio 1960.
- Il sorriso della Gioconda di Aldous Huxley, 19 febbraio 1960.
- Papà Lebonnard di Jean Aicard, 23 maggio 1960.
- Le piccole volpi di Lillian Hellman, 17 giugno 1960.
- Noi che restiamo di Giovanni Cenzato, 5 agosto 1960.
- Le troiane di Euripide, 7 ottobre 1960.
- Attenzione a domani, di Kenneth Bird, 29 novembre 1960.
- La locandiera di Carlo Goldoni, 30 dicembre 1960.
- I capelli bianchi di Giuseppe Adami, 10 febbraio 1961.
- Tutto a posto in casa Bennett di Arthur Watkyn, 17 marzo 1961.
- Sotto inchiesta di MacGregor Urquhart e Cecil Madden, giugno 1961.
- La duchessa di ferra di William Douglas Home, 25 agosto 1961.
- Felicita Colombo di Giuseppe Adami, 15 dicembre 1961.
- Zio Vanja di Anton Čechov, aprile 1962.
- L'allegra centenaria di Michael Brett, maggio 1962.
- Peribanez e il commendatore di Ocana di Lope de Vega, maggio 1962.
- La mano sulla spalla di Nicola Manzari, 8 giugno 1962.
- Rancore di Diego Fabbri, 5 ottobre 1962.
- L'uomo che sorride di Luigi Bonelli e Aldo De Benedetti, 26 aprile 1963.
- Il sole di mezzanotte di Claude Spaak, 24 maggio 1963.
- Fine mese di Paola Riccora, 7 giugno 1963.
- Il cuore impulsivo di John Patrick, 1º luglio 1963.
- L'immagine di Antonio Conti e Guglielmo Zorzi, 18 ottobre 1963.
- Il cuore che cambia di Richard Beynon, 28 ottobre 1963.
- I polli di Enrico IV, originale televisivo di Vladimiro Cajoli, maggio 1964.
- La palla al piede di Georges Feydeau, 29 maggio 1964.
- Le vie di fatto, originale televisivo di Belisario Randone, giugno 1964.
- Una ragazza semplice di Vasilij Shkvarkin, 10 luglio 1964.
- Sacro esperimento di Fritz Hochwäder, settembre 1964.
- Recital di Fedora Barbieri, 21 ottobre 1964.
- Recital di Giulietta Simionato, novembre 1964.
- Il notaio Guerin di Emil Augier, 16 dicembre 1964.
- La nemica di Dario Niccodemi, 3 febbraio 1965.
- Coriolano di William Shakespeare, febbraio 1965.
- Recital di Renato Capecchi, maggio 1965.
- Recital di Fedora Barbieri, 7 agosto 1965.
- Chirurgia estetica di Vincenzo Tieri, settembre 1965.
- Recital di Marcella Pobbe, 5 febbraio 1966.
- Nora seconda di Cesare Giulio Viola, 19 febbraio 1966.
- Oblomov, da Gonciarov, 4 episodi, dal 18 maggio all'8 giugno 1966.
- Glisenti... calibro 9 di Giuseppe Romualdi, luglio 1966.
- Trampoli di Sergio Pugliese, dicembre 1966.
- Il pane bianco di Claude Spaak, dicembre 1966.
- La madre di nostra figlia, originale televisivo di Giuseppe Dessì, febbraio 1967.
- Enrico IV di Luigi Pirandello, marzo 1967.
- Pollice alzato? Pollice verso? di Gian Francesco Luzi, aprile 1967.
- A casa per le sette di Robert Sherriff, 20 agosto 1967.
- Il capodoglio di Silvano Ambrogi, ottobre 1967.
- Il vero movente di Georg Kaiser, gennaio 1968.
- Tre donne, tre grandi battaglie. Enrichetta Beecher Stowe di Bonaventura Caloro, febbraio 1968.
- Tre donne, tre grandi battaglie. Adelaide Bono Cairoli di Bonaventura Caloro, febbraio 1968.
- Il passatempo di Sergio Miniussi, 4 puntate (1968)
- Creatura umana di Vittorio Calvino, 27 agosto 1968.
- Omaggio a Gershwin, marzo 1969.
- Marionette, che passione di Rosso di San Secondo, aprile 1969.
- Recital lirico del tenore Franco Bonisolli, giugno 1969.
- Dove è finito Hermann Schneider? di Luigi Lunari, ottobre 1969.
- Recital lirico del tenore Alvino Misciano e del soprano Margherita Roberti, ottobre 1969.
- Tutta la verità di Philip Mackie, novembre 1969.
- Questo matrimonio si deve fare di Vitaliano Brancati, 23 luglio 1971.
- Uno dei due (1971)
- Uno dei due 2 (1972)
- L'incendio, con Nando Gazzolo (1972)
- Temporale di Strindberg, produzione Rai (1972)

### Sceneggiatore
- Una domanda di matrimonio, da Anton Cechov, opera buffa di Claudio Fino e Saverio Vertone, regia di Giorgio Strehler, 25 maggio 1957.

### Attore
- Il bracconiere di Mario Rigoni Stern e Tullio Kezich, regia di Eriprando Visconti, settembre 1968.

## Teatro

### Regista
- Agnese Bernauer di Friedrich Hebbel. Teatro Valle di Roma, 11 giugno 1942. (saggio di regia)
- Molto rumore per nulla di William Shakespeare. Teatro del Convegno di Milano, 23 ottobre 1964.
- Il sesto atto della signora delle camelie di Alessandro De Stefani. Teatro Sant'Erasmo di Milano, 25 ottobre 1966.
- Noi normali di Domenico Campana. Teatro Sant’Erasmo di Milano, 1º novembre 1966.
- Molto rumore per nulla di William Shakespeare. Castello Sforzesco di Milano, dicembre 1967.
- Un giorno d'aprile di Aldo De Benedetti, dicembre 1967.